# L'aldilà
L'aldilà é um filme de terror italiano de 1981 realizado por Lucio Fulci. É o segundo filme da trilogia não-oficial, Portas do Inferno (juntamente com A Cidade dos Mortos-Vivos e A Casa do Cemitério), L'aldilà ganhou um culto de seguidores ao longo das décadas.

## Enredo
Em 1927, num hotel do Louisiana, uma multidão lincha um artista chamado Schweick, que era acusado de ser um bruxo. Este abre uma das "Sete Portas da Morte", permitindo que os mortos atravessem o mundo dos vivos. Várias décadas mais tarde, Liza, uma jovem rapariga de Nova Iorque, herda o hotel e planeia reabri-lo. Os trabalhos de renovação ativem o portal do inferno, e ela testemunha incidentes cada vez mais estranhos. Um canalizador chamado Joe investiga as inundações na vinha e uma mão demoníaca arranca o seu olho. O seu corpo e um corpo desconhecido são descobertos mais tarde por uma empregada do hotel, Martha.
Liza encontra uma mulher cega chamada Emily, que avisa que a reabertura do hotel seria um erro. A mulher de Joe, Mary-Anne e a sua filha Jill chegam á morgue do hospital para reclamar de cadáver de Joe. Jill descobre a sua mãe deitada no chão inconsciente e com o seu rosto queimado por ácido. Liza encontra-se com o Dr. John McCabe e recebe um telefonema a informar a morte de Mary-Anne. Após os funerais, Liza encontra Emily no hotel. Emily conta a Liza, a história de Schweick e avisa para não entrar na sala 36. Quando Emily examina a pintura de Schweick, ela começa a sangrar e foge do hotel.
Liza ignora o aviso de Emily e investiga a sala 36. Ela descobre um antigo livro intitulado Eibon. Ela vê o cadáver de Schweick pregado na parede da casa de banho. Ela foge do quarto aterrorizada, mas é interrompido por John. Ela leva-o para a sala 36, mas tanto o cadáver e o livro desapareceram. Liza descreve o seu medo dos encontros com Emily, mas John insiste a Emily que não é real. Entretanto na cidade, Liza encontra uma cópia de Eibon na janela de uma loja de livros, mas quando ela corre para o levar, um livro diferente aparece no seu lugar. O dono da loja diz que o livro estava lá há anos, Liza começa a pensar que era, talvez, tudo da sua imaginação. No hotel, um trabalhador chamado Arthur tenta reparar o mesmo estrago de Joe, mas é morto fora da tela por demónios.
O amigo de Lizam Martin, visita a biblioteca pública para encontrar o projeto do hotel. Ele é atingido por uma súbita força e cai das escadas, ficando paralisado. Aranhas desfiguram o seu rosto e matam-no. Martha limpava da casa de banho da Sala 36 quando o cadáver de Joe emerge da banheira. Joe empurra a sua cabeça num prego exposto, matando e destruindo um de seus olhos. Os cadáveres ambulantes de Schweik, Joe, Mary-Anne, Martin e Arthur invadem a casa de Emily. Ela pede com eles para deixá-la sozinha, e ela insiste em não voltar com Schweik. Ela manda o seu cão-guia atacar os cadáveres, mas o cão transforma-se em Emily, rasgando a sua garganta.
No hotel, os espíritos aterrorizam Liza. John rompe com Emily casa, que parece ter sido abandonado há anos, e encontra o Eibon. Ele regressa o hotel e diz Liza, que é uma passagem para o Inferno. Eles fogem para o hospital, mas ele foi invadida por zombies. Liza é atacada, mas John pega numa arma da mesa e dispara contra os cadáveres. Só Harris e Jill são encontrados ainda vivos, mas Harris é morto por estilhaços de vidro. Jill, depois de ter mostrado sinais de posse desde o funeral, finalmente ataca Liza e John é forçado a matar Jill.
Fugindo dos zombies, John e Liza descem umas escadas, mas acabam por chegar à cave do hotel. Eles avançam pelo labirinto inundado e atravessam uma terra sobrenatural de poeira e cadáveres. Não importando a direção em que andam, eles acabam por chegar ao ponto de partida. Eles acabam por ficarem ambos cegos como Emily, sucumbem à escuridão e desvanecem.

## Elenco
- Catriona MacColl como Liza Merril
- David Warbeck como o Dr. John McCabe
- Cinzia Monreale como Emily
- Antoine de Saint-John como Schweick
- Veronica Lazar como Martha
- Larry Ray como Larry
- Giovanni De Nava como Joe, o Encanador
- Al Cliver como o Dr. Harris
- Michele Mirabella como Martin Avery
- Gianpaolo Saccarola como Arthur
- Maria Pia Marsala como a Jill
- Laura De Marchi como Mary-Anne